# Finale della UEFA Champions League 2009-2010
La finale della 55ª edizione della Champions League si è disputata sabato 22 maggio 2010 allo Stadio Santiago Bernabéu di Madrid tra i tedeschi del Bayern Monaco e gli italiani dell'Inter.

## Le squadre
| Squadre       | Partecipazioni precedenti (il grassetto indica la vittoria) |
| ------------- | ----------------------------------------------------------- |
| Bayern Monaco | 7 (1974, 1975, 1976, 1982, 1987, 1999, 2001)                |
| Inter         | 4 (1964, 1965, 1967, 1972)                                  |

## Il cammino verso la finale

### Bayern Monaco
Il Bayern Monaco di Louis van Gaal viene inserito nel Gruppo A insieme a Juventus, Bordeaux e Maccabi Haifa. Nell'incontro d'esordio, i tedeschi battono il Maccabi Haifa in trasferta per 3-0, prima di pareggiare in casa per 0-0 contro la Juventus; nella doppia sfida con il Bordeaux arrivano due sconfitte, quella esterna per 2-1 e quella interna per 2-0. Il girone si chiude tuttavia con due trionfi, quello casalingo per 1-0 a discapito degli israeliani e quello in trasferta per 4-1 contro gli italiani, che determinano il secondo posto in classifica con 10 punti conquistati, derivanti appunto da tre vittorie, un pari e due sconfitte. Negli ottavi di finale vengono sorteggiati gli italiani della Fiorentina, eliminati grazie alla regola dei gol fuori casa sul risultato complessivo di 4-4 in virtù del successo interno per 2-1, viziato da un gol in netto fuorigioco, e della sconfitta esterna per 3-2. Ai quarti gli inglesi del Manchester Utd, finalisti della precedente edizione, vengono anch'essi superati grazie alla regola dei gol fuori casa sul punteggio totale di 4-4, a seguito della vittoria casalinga per 2-1 e della battuta d'arresto esterna per 3-2. In semifinale affrontano i francesi dell'Olympique Lione, superati con un risultato aggregato di 4-0 tra andata e ritorno, vincendo sia all'andata a Monaco di Baviera per 1-0, sia al ritorno a Lione per 3-0. I bavaresi agguantano così la finale della massima competizione europea per l'ottava volta, a nove anni di distanza dall'ultima disputata.

### Inter
L'Inter di José Mourinho viene inserita nel Gruppo F insieme ai campioni in carica del Barcellona, Dinamo Kiev e Rubin. Nelle prime due partite del raggruppamento, gli italiani racimolano altrettanti pareggi contro il Barcellona e il Rubin, rispettivamente per 0-0 in casa e per 1-1 in trasferta; nella doppia sfida con la Dinamo Kiev arrivano un pari interno per 2-2 e una vittoria esterna per 2-1. Il girone si completa con una sconfitta per 2-0 in trasferta ad opera degli spagnoli ed un trionfo casalingo per 2-0 a discapito dei russi, che sanciscono il secondo posto in classifica con 9 punti conquistati, frutto appunto di due successi, tre pareggi e una sconfitta. Negli ottavi di finale vengono sorteggiati gli inglesi del Chelsea, battuti con risultato complessivo di 3-1 tra andata e ritorno, determinato dalla vittoria interna per 2-1 e da quella esterna per 1-0. Ai quarti i russi del CSKA Mosca vengono eliminati con un aggregato totale di 2-0 nel doppio confronto, vincendo entrambe le partite per 1-0. In semifinale incontrano nuovamente gli spagnoli del Barcellona, già affrontati nella fase a gironi, che vengono superati con un risultato complessivo di 3-2 tra andata, vinta per 3-1 al Meazza, e ritorno, sconfitta per 1-0 al Camp Nou. I milanesi raggiungono così la loro quinta finale di Champions League, a distanza di trentotto anni dall'ultima disputata.
Note: In ogni risultato sottostante, il punteggio della finalista è menzionato per primo. (C: Casa; T: Trasferta)
| Squadra       | G | V | N | P | GF | GS | DG | Pt |
| ------------- | - | - | - | - | -- | -- | -- | -- |
| Bordeaux      | 6 | 5 | 1 | 0 | 9  | 2  | +7 | 16 |
| Bayern Monaco | 6 | 3 | 1 | 2 | 9  | 5  | +4 | 10 |
| Juventus      | 6 | 2 | 2 | 2 | 4  | 7  | −3 | 8  |
| Maccabi Haifa | 6 | 0 | 0 | 6 | 0  | 8  | −8 | 0  |

| Squadra     | G | V | N | P | GF | GS | DG | Pt |
| ----------- | - | - | - | - | -- | -- | -- | -- |
| Barcellona  | 6 | 3 | 2 | 1 | 7  | 3  | +4 | 11 |
| Inter       | 6 | 2 | 3 | 1 | 7  | 6  | +1 | 9  |
| Rubin       | 6 | 1 | 3 | 2 | 4  | 7  | −3 | 6  |
| Dinamo Kiev | 6 | 1 | 2 | 3 | 7  | 9  | −2 | 5  |

## La partita

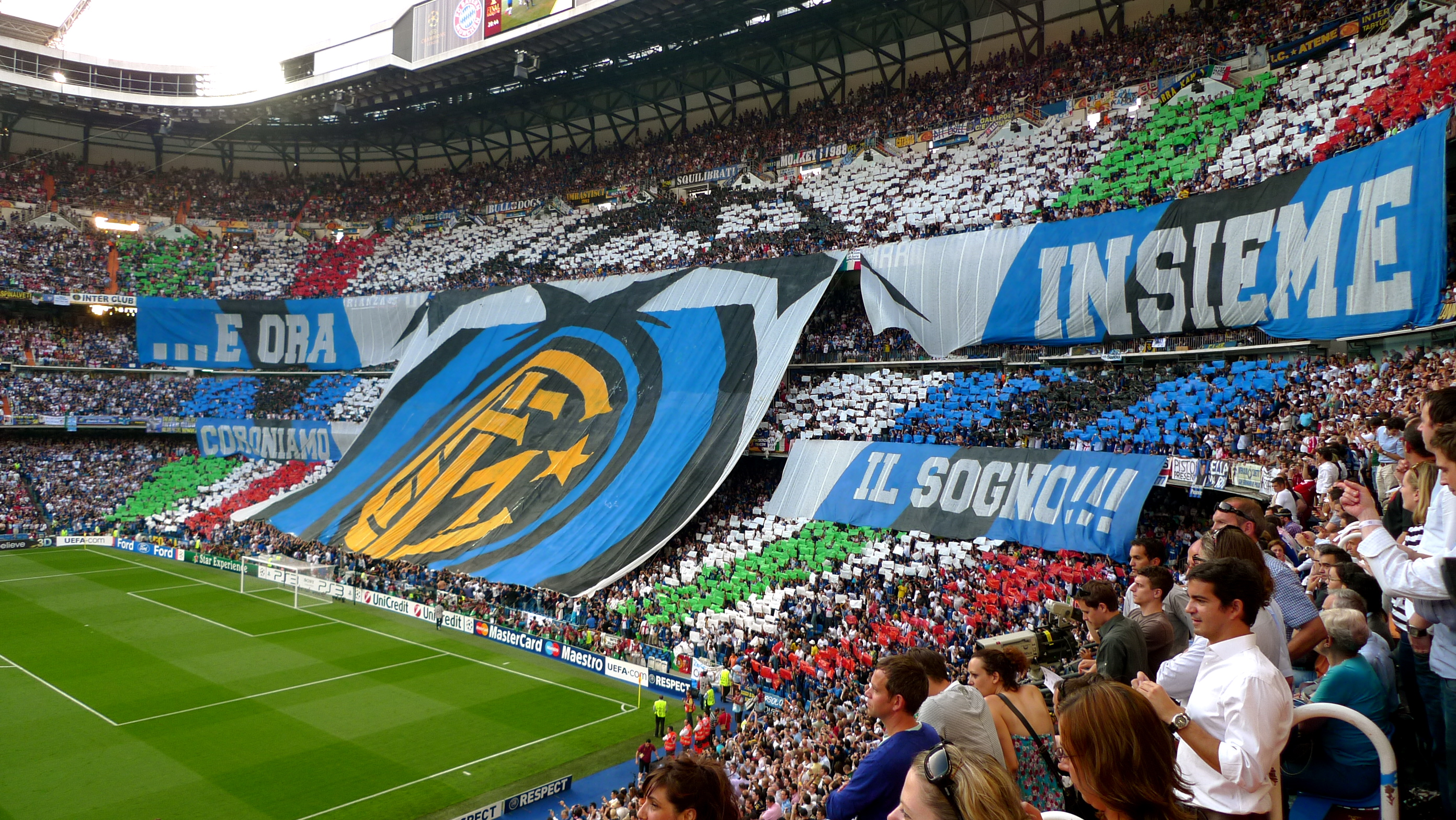
La coreografia realizzata dai tifosi dell'Inter prima del fischio di inizio della partita.

L'allenatore dei biancorossi van Gaal schiera la squadra con il 4-4-1-1, Müller agisce a supporto dell'unica punta Olić; sulle fasce a destra Robben e a sinistra Altıntop, che prende il posto dello squalificato Ribéry. Il tecnico dei nerazzurri Mourinho conferma il 4-2-3-1, Chivu gioca da terzino sinistro al posto di Zanetti, che sostituisce lo squalificato Thiago Motta accanto a Cambiasso; alle spalle del centravanti Milito il trio di trequartisti è composto da Eto'o a destra, Sneijder al centro e Pandev a sinistra.
L'inizio di partita è contrassegnato da un sostanziale equilibrio tra le due squadre in campo. La prima occasione è per il Bayern Monaco al 9°, con Robben che crossa dalla destra creando scompiglio nella difesa interista. Al 18° Sneijder impegna severamente Butt su una punizione calciata dalla lunga distanza e deviata all'ultimo da Altıntop, con il portiere tedesco costretto a respingere. Dopo mezz'ora permane l'equilibrio, nonostante il possesso palla sia favorevole ai biancorossi. Al 35° Júlio César effettua un potente rinvio dal fondo, sponda di testa di Milito per Sneijder che con un bel passaggio filtrante restituisce palla all'argentino, che controlla e di destro spedisce il pallone sotto la traversa per l'1-0 dell'Inter. La reazione del Bayern Monaco è affidata a Robben, che al 40° si accentra partendo da destra ma calcia alto. Milito e Sneijder combinano ancora, ma l'olandese calcia su Butt. Nel primo minuto di recupero, van Bommel calcia da fuori area ma la palla finisce a lato alla destra di Júlio César.
La seconda frazione di gioco vede i tedeschi partire forte alla ricerca del pareggio: Altıntop serve Müller al centro dell'area ma il tiro del tedesco viene bloccato in due tempi da Júlio César. L'Inter risponde con un'azione di Milito sulla sinistra, con l'argentino che mette palla dietro per Pandev, il cui tiro viene alzato sopra la traversa da Butt. Tra il 54° e il 55° una buona occasione per parte: prima Sneijder tira alto su punizione, poi Altıntop tira a lato alla destra di Júlio César. Al 65° Robben si rende molto pericoloso con un tiro a giro ma Júlio César si rifugia in angolo. Al 70° l'Inter raddoppia chiudendo di fatto la partita: Eto'o serve Milito fuori dall'area, l'argentino avanza, salta Van Buyten con una finta e calcia di destro mandando il pallone all'angolino basso alla sinistra di Butt.

## Tabellino
| Arbitro: | Howard Webb |

|  |           |                 |
|  | Marcatori | 35’, 70’ Milito |

| Bayern Monaco | Inter |

Formazioni:
| Bayern Monaco (4-4-1-1) |    |                        |     |     |
|                         |    |                        |     |     |
| P                       | 22 | Hans-Jörg Butt         |     |     |
| D                       | 21 | Philipp Lahm           |     |     |
| D                       | 5  | Daniel Van Buyten      |     |     |
| D                       | 6  | Martín Demichelis      | 26’ |     |
| D                       | 28 | Holger Badstuber       |     |     |
| C                       | 10 | Arjen Robben           |     |     |
| C                       | 17 | Mark van Bommel        | 78’ |     |
| C                       | 31 | Bastian Schweinsteiger |     |     |
| C                       | 8  | Hamit Altıntop         |     | 63’ |
| A                       | 11 | Ivica Olić             |     | 74’ |
| A                       | 25 | Thomas Müller          |     |     |
| A disposizione:         |    |                        |     |     |
| P                       | 1  | Michael Rensing        |     |     |
| D                       | 13 | Andreas Görlitz        |     |     |
| A                       | 18 | Miroslav Klose         |     | 63’ |
| C                       | 23 | Danijel Pranjić        |     |     |
| D                       | 26 | Diego Contento         |     |     |
| A                       | 33 | Mario Gómez            |     | 74’ |
| C                       | 44 | Anatoliy Tymoshchuk    |     |     |
| Allenatore:             |    |                        |     |     |
| Louis van Gaal          |    |                        |     |     |

| Inter (4-2-3-1) |    |                   |     |       |
|                 |    |                   |     |       |
| P               | 12 | Júlio César       |     |       |
| D               | 13 | Maicon            |     |       |
| D               | 6  | Lúcio             |     |       |
| D               | 25 | Walter Samuel     |     |       |
| D               | 26 | Cristian Chivu    | 30’ | 68’   |
| C               | 4  | Javier Zanetti    |     |       |
| C               | 19 | Esteban Cambiasso |     |       |
| C               | 10 | Wesley Sneijder   |     |       |
| A               | 9  | Samuel Eto'o      |     |       |
| A               | 22 | Diego Milito      |     | 90+2’ |
| A               | 27 | Goran Pandev      |     | 79’   |
| A disposizione: |    |                   |     |       |
| P               | 1  | Francesco Toldo   |     |       |
| D               | 2  | Iván Córdoba      |     |       |
| C               | 5  | Dejan Stanković   |     | 68’   |
| C               | 11 | Sulley Muntari    |     | 79’   |
| C               | 17 | McDonald Mariga   |     |       |
| D               | 23 | Marco Materazzi   |     | 90+2’ |
| A               | 45 | Mario Balotelli   |     |       |
| Allenatore:     |    |                   |     |       |
| José Mourinho   |    |                   |     |       |

| UEFA Man of the Match: Diego Milito (Inter) Fans' Man of the Match: Wesley Sneijder (Inter) Assistenti arbitrali: Mike Mullarkey Darren Cann Quarto uomo: Martin Atkinson Riserva: Peter Kirkup |

### Statistiche della partita
Primo tempo
|                | Bayern Monaco | Inter |
| -------------- | ------------- | ----- |
| Gol segnati    | 0             | 1     |
| Tiri totali    | 10            | 7     |
| Tiri in porta  | 1             | 4     |
| Possesso palla | 67%           | 33%   |
| Angoli         | 2             | 0     |
| Falli commessi | 8             | 6     |
| Fuorigioco     | 0             | 0     |
| Ammonizioni    | 1             | 1     |
| Espulsioni     | 0             | 0     |

Secondo tempo
|                | Bayern Monaco | Inter |
| -------------- | ------------- | ----- |
| Gol segnati    | 0             | 1     |
| Tiri totali    | 11            | 4     |
| Tiri in porta  | 5             | 3     |
| Possesso palla | 69%           | 31%   |
| Angoli         | 4             | 2     |
| Falli commessi | 8             | 7     |
| Fuorigioco     | 0             | 0     |
| Ammonizioni    | 1             | 0     |
| Espulsioni     | 0             | 0     |

Totali
|                | Bayern Monaco | Inter |
| -------------- | ------------- | ----- |
| Gol segnati    | 0             | 2     |
| Tiri totali    | 21            | 11    |
| Tiri in porta  | 6             | 7     |
| Possesso palla | 68%           | 32%   |
| Angoli         | 6             | 2     |
| Falli commessi | 16            | 13    |
| Fuorigioco     | 0             | 0     |
| Ammonizioni    | 2             | 1     |
| Espulsioni     | 0             | 0     |

## Statistiche e record

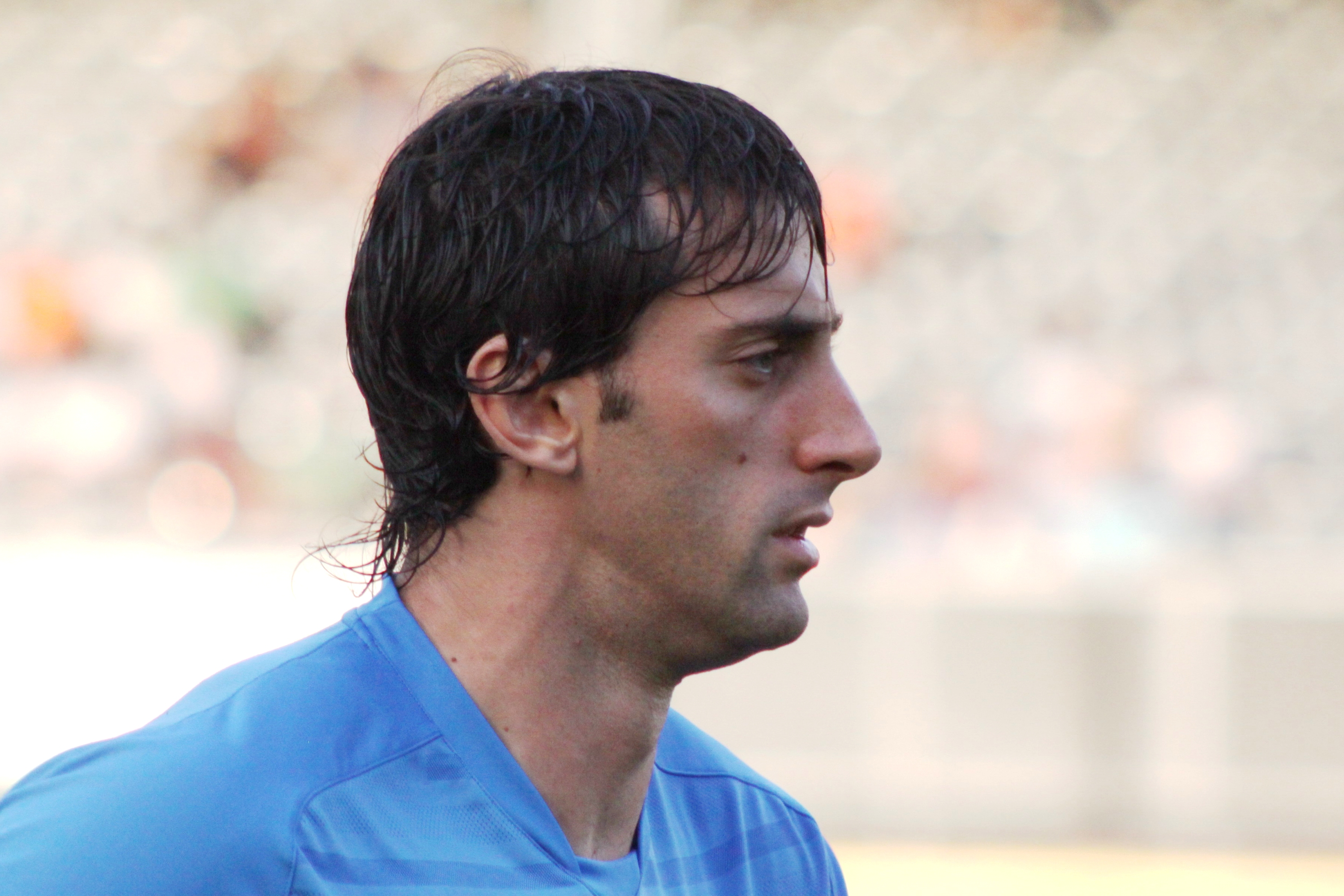
Diego Milito, MVP della finale.

A seguito dei cambiamenti voluti dall'UEFA, per la prima volta la finale della competizione viene giocata di sabato. L'Inter diventa la prima squadra italiana a realizzare il cosiddetto "treble classico", avendo vinto nelle settimane precedenti anche il campionato e la coppa nazionale (così come, curiosamente, aveva fatto in Germania l'altra finalista, il Bayern Monaco). Terzo titolo per i nerazzurri, il primo sotto la denominazione Champions League dopo le due affermazioni consecutive in Coppa dei Campioni nel 1964 e nel 1965. Inoltre, quello dell'Inter è il dodicesimo successo in totale per le compagini italiane nella storia del torneo.
A livello individuale, il tecnico nerazzurro Mourinho eguaglia il primato di Happel e Hitzfeld, capaci di conquistare il trofeo sulla panchina di due distinti club. Milito è invece il quinto giocatore nell'era della Champions League a mettere a segno una doppietta nell'atto conclusivo della manifestazione.